# سرارود (مبارکه)
1. اصفهان

سرارود یکی از روستاهای شهرستان مبارکه در استان اصفهان است که در حاشیه رودخانه زیبای زاینده رود است. از کنار این روستا یک پل قدیمی وجود دارد که بر روی یک رودخانه فصلی زده شده‌است. یکی از آسیاب‌های قدیمی این روستا اکنون تبدیل به یک سفره خانه سنتی شده‌است.
این روستا دارای دو محله می‌باشد 
روستای سرارود دارای آب و هوایی خوب و یکی از تولید کنندگان عمدهٔ برنج لنجان در شهرستان مبارکه محسوب می‌شود. پارک ساحلی سرارود یکی از جاذبه‌های دیدنی این روستا محسوب می‌شود که در کناره‌های رود خانه زاینده رود می‌باشد .
این روستا دارای یک آسیاب آبی بوده که از قدمت تاریخی بالایی برخور دار بوده که هم‌اکنون به محل بازرسی پلیس تبدیل شده‌است